# 奥斯蒂恩塞

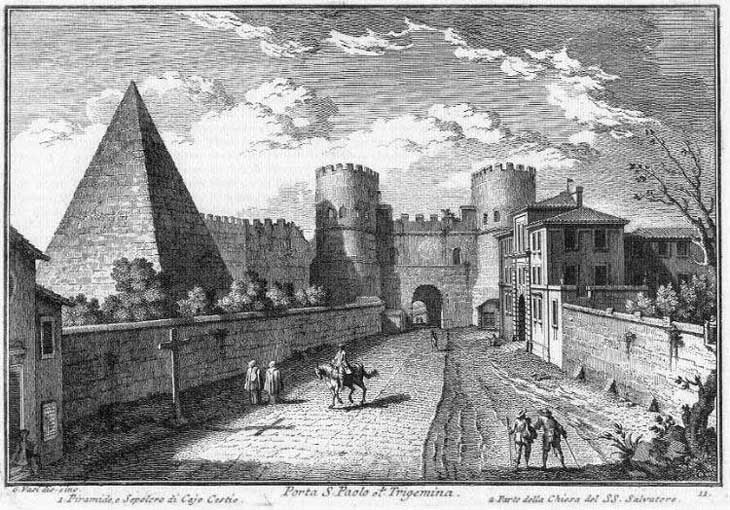
圣保禄门和塞斯提伍斯金字塔

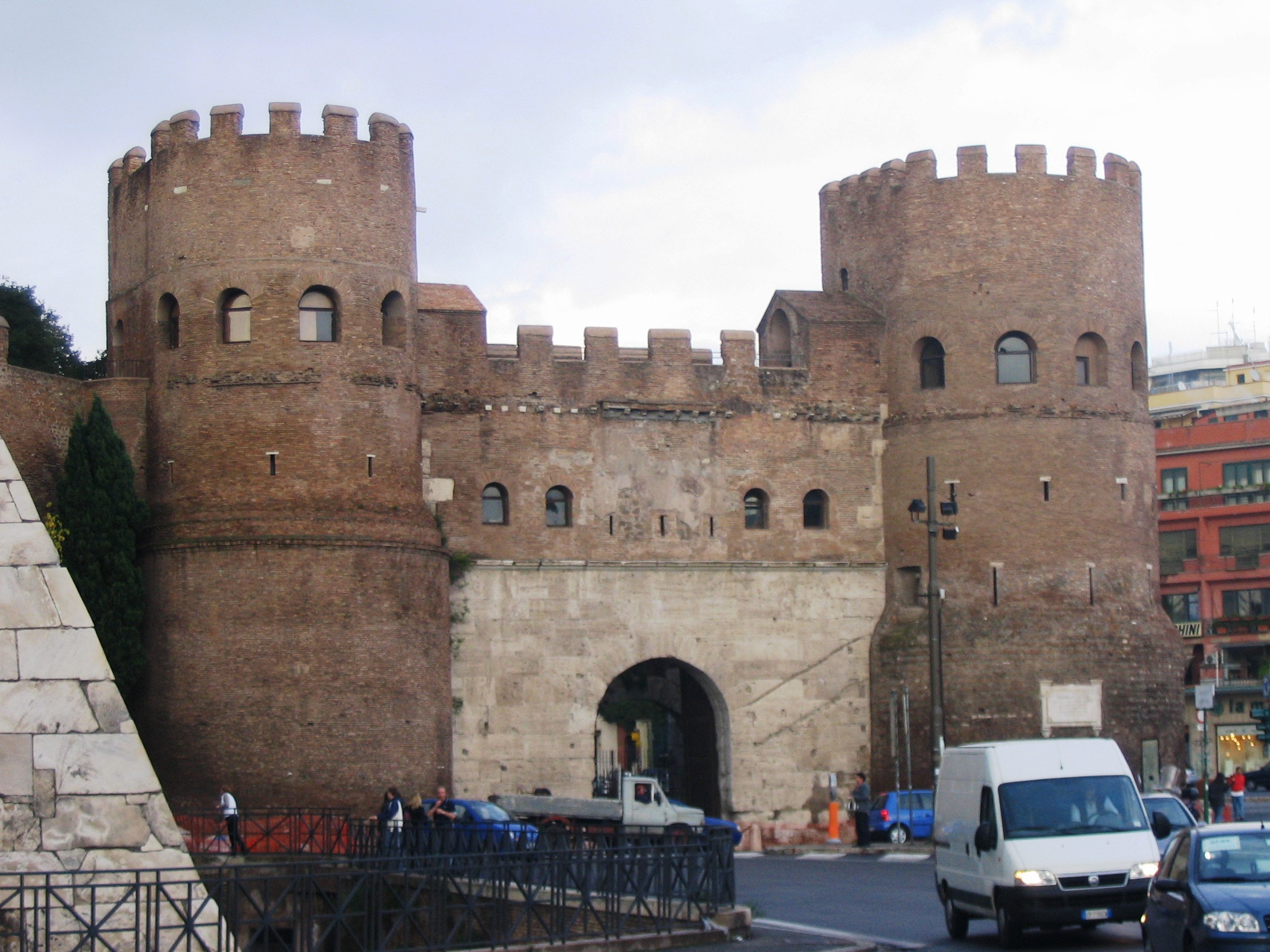
圣保禄门

奥斯蒂恩塞（Ostiense）是意大利罗马南部的第十新城分区（quartieri），属于第三区的一部分。它包括 奥斯蒂亚大道附近的区域，从圣保禄门到马利亚纳高架桥Magliana Viaduct。官方边界包括 加尔巴特拉（Garbatella）社区。
圣保禄门是奥勒良城墙上的一个城门，原名奥斯蒂亚门（拉丁语：Porta Ostiensis），因为它位于连接罗马和奥斯蒂亚的重要的主干道奥斯蒂亚大道的起点。它现在辟为奥斯蒂恩塞博物馆。
在十九世纪末、二十世纪初，奥斯蒂恩塞曾是一个工业区。 那个时代的遗迹包括一个煤气鼓，还有Centrale Montemartini蒙特马尔蒂尼中央，原为发电站，现在收藏一部分卡比托利欧博物馆的古典雕塑。
本区的地标包括城外圣保禄大殿、罗马第三大学校园，以及罗马奥斯蒂恩塞车站。火车站是新旅客交通铁路公司的所在地。它是城市的主要交通枢纽，也是意大利食品市场连锁店、世界上最大的商店伊塔利 Eataly的所在地。